# Jes Fabricius Møller
Jes Fabricius Møller (født 6. august 1966 i Egernsund) er en dansk historiker og lektor, der har skrevet flere bøger og har medvirket i tv-udsendelser. Han er desuden ordenshistoriograf for Ordenskapitlet, der forvalter det danske ordensvæsen.
Han er uddannet cand.mag. i historie og filosofi (Københavns Universitet. 1995), ph.d. i historie (Københavns Universitet.

## Bøger i udvalg
- Dynastiet Glücksborg
- Hal Koch (2009)
- Grundtvigs død (2019)